# Rasina (Servië)
Rasina (Servisch: Расински округ, Rasinski okrug) is een district in Centraal-Servië. De hoofdstad is Kruševac.

## Gemeenten
Rasina bestaat uit de volgende gemeenten:
- Varvarin
- Trstenik
- Ćićevac
- Kruševac
- Aleksandrovac
- Brus

## Bevolking
De bevolking bestaat uit de volgende etnische groepen:
- Serven: 252.925
- Roma: 2272